# Max Rossbach
Max Rossbach (* 6. Juni 1871 in Leipzig; † 30. November 1948 in München) war ein deutscher  Kunstmaler.

## Werdegang
Max Rossbach wurde als Sohn eines Baurats in Leipzig geboren. Nach seiner Ausbildung in Kunstgewerbe und Malerei an der Kunstakademie Düsseldorf und an der Akademie der Bildenden Künste in Karlsruhe bei Gustav Schönleber nahm er im Januar 1894 sein Studium an der Akademie der Bildenden Künste München auf, wo er zunächst in die Klasse der Kupferstecher von Johann Leonhard Raab eintrat.
Auf Empfehlung des Porzellanfabrikantens Ferdinand Selle erhielt Rossbach seinen ersten Auftrag bei der Porzellanmanufaktur Nymphenburg.

## Arbeiten Porzellanentwurf
- 1899 Entwurf eines Service, das gemeinsam mit einem von Richard Riemerschmid entworfenen Tischbesteck als Tischdekoration auf der Kunstgewerbe Ausstellung im Glaspalast in München ausgestellt.[2] Da Rossbachs erster Entwurf überzeugt hatte, betraute ihn die Porzellanmanufaktur mit einem weiteren Auftrag:
- Für die Weltausstellung Paris 1900 ein Speiseservice in einer „praktischen einfachen und eleganten Form“ zu entwerfen. Das unter dem Namen „MODERN“  präsentierte Service fand auf der Weltausstellung großen Anklang und zählt noch heute zu einer der  Ikonen des Nymphenburger Jugendstils.

## Arbeiten als Maler
Ende des Jahres 1902 verließ Roßbach die Porzellanmanufaktur Nymphenburg, um sich ausschließlich der Malerei zu widmen. Er war vor allem als impressionistischer Landschaftsmaler tätig.
Zu den von ihm bevorzugten Szenen  zählen Bilder wie die im raschen Pinselstrich gemalte
- „Gebirgswinterlandschaft“ oder
- „Watzmann Mittelspitze“ aus den zwanziger Jahren.

Das  Münchner Lenbachhaus besitzt die drei folgenden Bilder:
- „Blick auf Bozen“
- „Landschaft bei Leutstetten“
- „Staffelsee“